# わたなべ純子
わたなべ 純子（わたなべ じゅんこ、2月17日 - ）は、日本の漫画家。1994年、「プチコミック」（小学館）の7月号に掲載された『マイ ディア シスター』でデビュー。

## 作品リスト
- あなたに素敵なMarriage（1999年、フラワーコミックス（小学館）刊。ISBN 4091372627）
- アンタがいちばん（1997年、フラワーコミックス刊。ISBN 4091372619）